# Віолета Парра
Віоле́та дель Ка́рмен Па́рра Сандова́ль (ісп. Violeta del Carmen Parra Sandoval; 4 жовтня 1917, Сан-Карлос, Ньюбле — 5 лютого 1967, Ла-Рейна, Сантьяго — чилійська співачка, поетеса, художниця та фольклористка. Засновниця руху Nueva canción (з ісп. — «Нова пісня»).

## Життєпис
Народилася 1917 року. Одна з дев'яти дітей у сім'ї вчителя музики та швачки. Молодша сестра поета Ніканора Парри. У 12-річному віці почала складати пісні. Від 1938 року мандрувала всією Чилі, збираючи народні пісні і виступаючи з власними — часто гостросоціальними. 1954 року здобула національну премію за найкраще виконання народних пісень, того ж року взяла участь у Всесвітньому Фестивалі молоді та студентів у Варшаві. Протягом 1961—1965 років жила в Парижі; 18 квітня 1964 року в Луврі відкрилася її персональна виставка — перша в музеї авторська виставка латиноамериканського художника. Повернувшись до Чилі, відкрила у віддаленому передмісті Сантьяго громадський центр.
Наклала на себе руки, застрелившись. У посмертному листі, адресованому братові Ніканору, написала, серед іншого: «Я не вбиваю себе з кохання. Я роблю це з гордості, яка повстає проти посередності» (Lo hago por el orgullo que rebalsa a los mediocres).
Її діти Ісабель Парра (1939) та Анхель Парра (1943—2017) також стали співаками та авторами пісень.

## Спадщина
Пісні Віолети Парри — і насамперед найвідомішу з них, Gracias a la vida («Дякую життю») — виконували та записували такі співаки з різних країн:
- Джоан Баез (США),
- Еліс Режина (Бразилія),
- Роберт Ваятт (Велика Британія),
- Мерседес Соса (Аргентина),
- Чабука Гранда (Перу),
- Ясмін Леві[en] (Ізраїль),
- Таня Лібертад[en] (Перу).
- Рафаель (Іспанія)

Про життя Віолети Парри розповідає художній фільм «Віолета вирушила на небеса», знятий Андресом Вудом 2011 року. Фільм було обрано як чилійську заявку на найкращий фільм іноземною мовою на кінопремію Оскар 2012, але він не потрапив до фінального списку. Фільм відзначено призом кінофестивалю незалежного кіно Санденс 2012.
День народження Віолети Парри (4 жовтня) вибрано «Днем чилійських музикантів».
4 жовтня 2015 року в чилійській столиці Сантьяго відкрито Музей Віолети Парри (Museo Violeta Parra).